# The Child Is Father to the Man
The Child Is Father to the Man is de tweeënentwintigste aflevering van het derde seizoen van het tienerdrama Beverly Hills, 90210, die voor het eerst werd uitgezonden op 17 februari 1993.

## Verhaal
Nu Dylans vader Jack bij een auto-explosie is omgekomen, kan Dylan zijn dood maar moeilijk verwerken. Hij begint zich zaken uit zijn jeugd te herinneren en moet er moeite voor doen niet zijn verdriet te verdrinken met drank. Hij komt erachter dat zijn vader voorwaardelijk vrij was en dat zijn vriendin Christine werkelijk bij de FBI werkt.
Kelly raakt ondertussen geobsedeerd door haar gewicht en begint zichelf uit te hongeren. Steve kan het David niet vergeven dat hij hem ontslagen heeft, maar waarschuwt hem wel voor de gevaren van de muziekindustrie. Brandon zet zijn gokverslaving voort, ondanks zijn schulden bij Nat.

## Rolverdeling
- Jason Priestley - Brandon Walsh
- Shannen Doherty - Brenda Walsh
- Jennie Garth - Kelly Taylor
- Ian Ziering - Steve Sanders
- Gabrielle Carteris - Andrea Zuckerman
- Luke Perry - Dylan McKay
- Brian Austin Green - David Silver
- Tori Spelling - Donna Martin
- Carol Potter - Cindy Walsh
- James Eckhouse - Jim Walsh
- Valerie Wildman - Christine Pettit
- Raymond O'Connor - Curtis Bray
- Stephen Rowe - Serge Menkin
- Miguel Pérez - Mel Borman